# Lamellobates misella
Lamellobates misella är en kvalsterart som först beskrevs av Berlese 1910.  Lamellobates misella ingår i släktet Lamellobates och familjen Austrachipteriidae. Inga underarter finns listade i Catalogue of Life.